# محمد کلای
محمد کلای (انگلیسی: Mohamed Klai؛ زادهٔ ۲۵ فوریهٔ ۱۹۵۳) بازیکن هندبال اهل تونس بود.